# Steven Fernandes Pereira
Steven Fernandes Pereira (Rotterdam, 13 april 1994) is een Nederlands voetballer van Kaapverdische komaf die bij voorkeur als verdediger speelt.

## Carrière
Pereira werd opgenomen in de jeugdopleiding van PEC Zwolle nadat dat hem scoutte op de Copa Amsterdam. Hij maakte op 16 februari 2014 zijn debuut in het betaald voetbal in het eerste elftal van de club, uit tegen SC Cambuur (3–1 verlies). Op 26 augustus 2014 tekende hij een contract bij PEC Zwolle tot het einde van het seizoen, met een optie voor nog een jaar..
Pereira sloot zich in augustus 2015 op amateurbasis aan bij MVV Maastricht. Dit gaf hem na vijf competitiewedstrijden een contract tot medio 2017.
Medio 2018 ging hij naar het Bulgaarse CSKA Sofia. Een jaar later ging hij naar het Portugese CD Santa Clara. Op 2 september 2019 werd hij verhuurd aan Académico de Viseu FC. Medio 2020 ging hij naar UD Oliveirense. In 2022 speelde hij eerst in Zuid-Afrika voor Maritzburg United en in het seizoen 2022/23 kwam hij in Azerbeidjan uit voor Sumqayıt PFK.

## Carrièrestatistieken
| Seizoen                        | Club           | Land      | Competitie     | Competitie | Competitie | Beker | Beker | Internationaal | Internationaal | Overig | Overig | Totaal | Totaal |
| Seizoen                        | Club           | Land      | Competitie     | Wed.       | Dlp.       | Wed.  | Dlp.  | Wed.           | Dlp.           | Wed.   | Dlp.   | Wed.   | Dlp.   |
| ------------------------------ | -------------- | --------- | -------------- | ---------- | ---------- | ----- | ----- | -------------- | -------------- | ------ | ------ | ------ | ------ |
| 2013/14                        | PEC Zwolle     | Nederland | Eredivisie     | 1          | 0          | 0     | 0     | 0              | 0              | 0      | 0      | 1      | 0      |
| 2014/15                        | PEC Zwolle     | Nederland | Eredivisie     | 2          | 0          | 0     | 0     | 0              | 0              | 0      | 0      | 2      | 0      |
| 2015/16                        | MVV Maastricht | Nederland | Eerste divisie | 32         | 2          | 1     | 0     | 0              | 0              | 4      | 0      | 37     | 2      |
| 2016/17                        | MVV Maastricht | Nederland | Eerste divisie | 11         | 0          | 1     | 0     | 0              | 0              | 0      | 0      | 12     | 0      |
| Bijgewerkt tot 24 oktober 2016 |                |           |                |            |            |       |       |                |                |        |        |        |        |

## Erelijst
Met  PEC Zwolle
| Nationaal                    |    |         |
| Winnaar KNVB beker           | 1x | 2013/14 |
| Winnaar Johan Cruijff Schaal | 1x | 2014    |